# Francis Henry Newbery

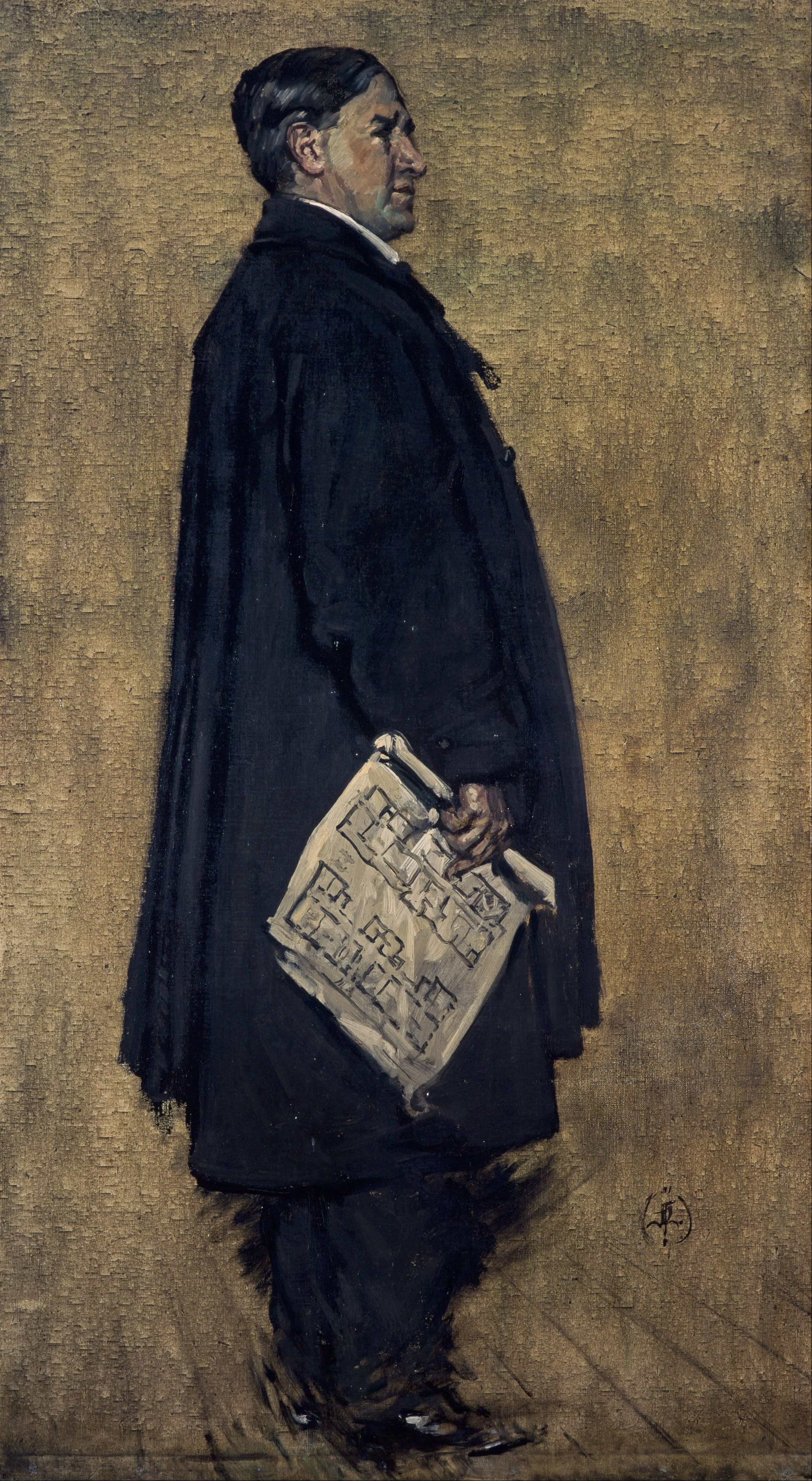
Francis Henry Newbery: Charles Rennie Mackintosh (1869–1928)

Francis Henry Newbery, auch bekannt als Fra Newbery (* 15. Mai 1855 in Membury, Devon; † 18. Dezember 1946 in Corfe Castle, Dorset) war ein britischer Maler und Kunstpädagoge. Von 1885 bis 1918 war er Direktor und Rektor der Glasgow School of Art (GSA) und prägte maßgeblich deren Entwicklung zu einer international anerkannten Kunsthochschule.

## Leben
Fra Newbery wuchs in Dorset auf und arbeitete zunächst als Zeichenlehrer in Bridport. 1875 zog er nach London, wo er ebenfalls als Zeichenlehrer arbeitete. 1877 begann er sein Studium an der National Art Training School in South Kensington, wo er unter anderem von Edward Poynter unterrichtet wurde. Bis 1885 unterrichtete er dort die meisten Klassen und wurde im Alter von 30 Jahren zum Rektor der Glasgow School of Art ernannt.
Während seiner Amtszeit förderte er zahlreiche bedeutende Künstler und Designer, darunter Charles Rennie Mackintosh, Margaret Macdonald, Frances Macdonald, Herbert McNair und Jessie M. King. Besonders erfolgreich war die Schule unter seiner Leitung auf der Kunstgewerbeausstellung in Turin 1902, für die Newbery die Werke auswählte und Mackintosh mit der Gestaltung der Räume beauftragte. Für seinen Beitrag wurde er in den italienischen Adelsstand erhoben. Newbery war auch für den Neubau der Schule in 167 Renfrew Street verantwortlich. Er entwickelte das Anforderungsprofil für das Gebäude auf der Grundlage seiner eigenen Erfahrungen und der Vorgaben des Department of Science and Art. Mackintoshs Entwurf setzte sich mit Unterstützung der Schulgouverneure und der staatlichen Berater durch.

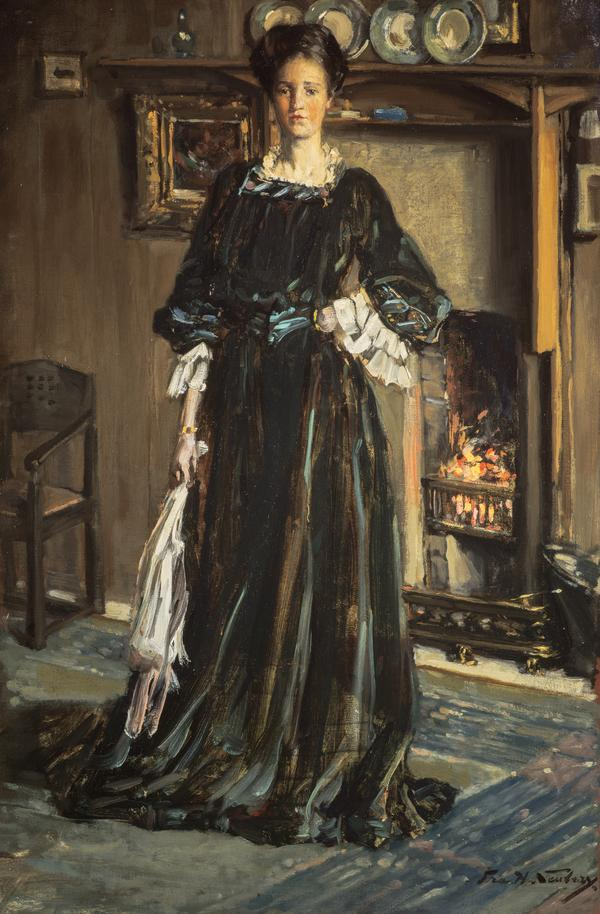
Francis Henry Newbery: Eileen Lavery (1890–1935). National Galleries of Scotland

Im Jahr 1901 richtete Fra Newbery einen eigenen Studiengang ein, der mit einem Diplom abschloss. Er war in vier Abschnitte unterteilt, wobei die Studiendauer individuell war. Newbery berief zahlreiche internationale Künstler und Lehrer an die GSA, darunter Jean Delville, Maurice Greiffenhagen, Adolphe Giraldon, William Edward Frank Britten, Robert Anning Bell und Eugene Bourdon als Leiter der Architekturabteilung. Viele an der GSA ausgebildete Künstler wurden in den Lehrkörper aufgenommen, darunter Jessie Newbery, Ann Macbeth und Allan D. Mainds. Jessie Newbery gründete mehrere Initiativen an der GSA, darunter den Glasgow School of Art Club und die Artist Teachers' Exhibition Society, die den Austausch zwischen aktuellen und ehemaligen Studierenden und Lehrenden förderten. Fra Newbery organisierte Vorträge prominenter Künstler wie Walter Crane, C.F.A. Voysey, William Morris und Lewis F. Day. Er entwickelte auch eine Zusammenarbeit mit der Universität Glasgow, die es den Studierenden der GSA ermöglichte, Vorlesungen in Anatomie, Kunstgeschichte, Philosophie und Literatur zu besuchen.
Fra Newbery war auch als Künstler tätig und stellte unter anderem mit den Glasgow Boys aus. Er war befreundet mit John Lavery, James Guthrie und Edward Arthur Walton. Seine Werke wurden international ausgestellt, mit besonderem Erfolg in Italien. Ab 1890 verbrachte er viele Ferien in Walberswick, Suffolk, zusammen mit schottischen Künstlern wie Mackintosh und W.O. Hutchison. 1918 ging Fra Newbery aus gesundheitlichen Gründen vorzeitig in den Ruhestand und zog nach Corfe Castle in Dorset, wo er weiterhin als Maler arbeitete. Er starb am 18. Dezember 1946 im Alter von 91 Jahren, seine Frau Jessie Newbery 16 Monate später.

## Werk

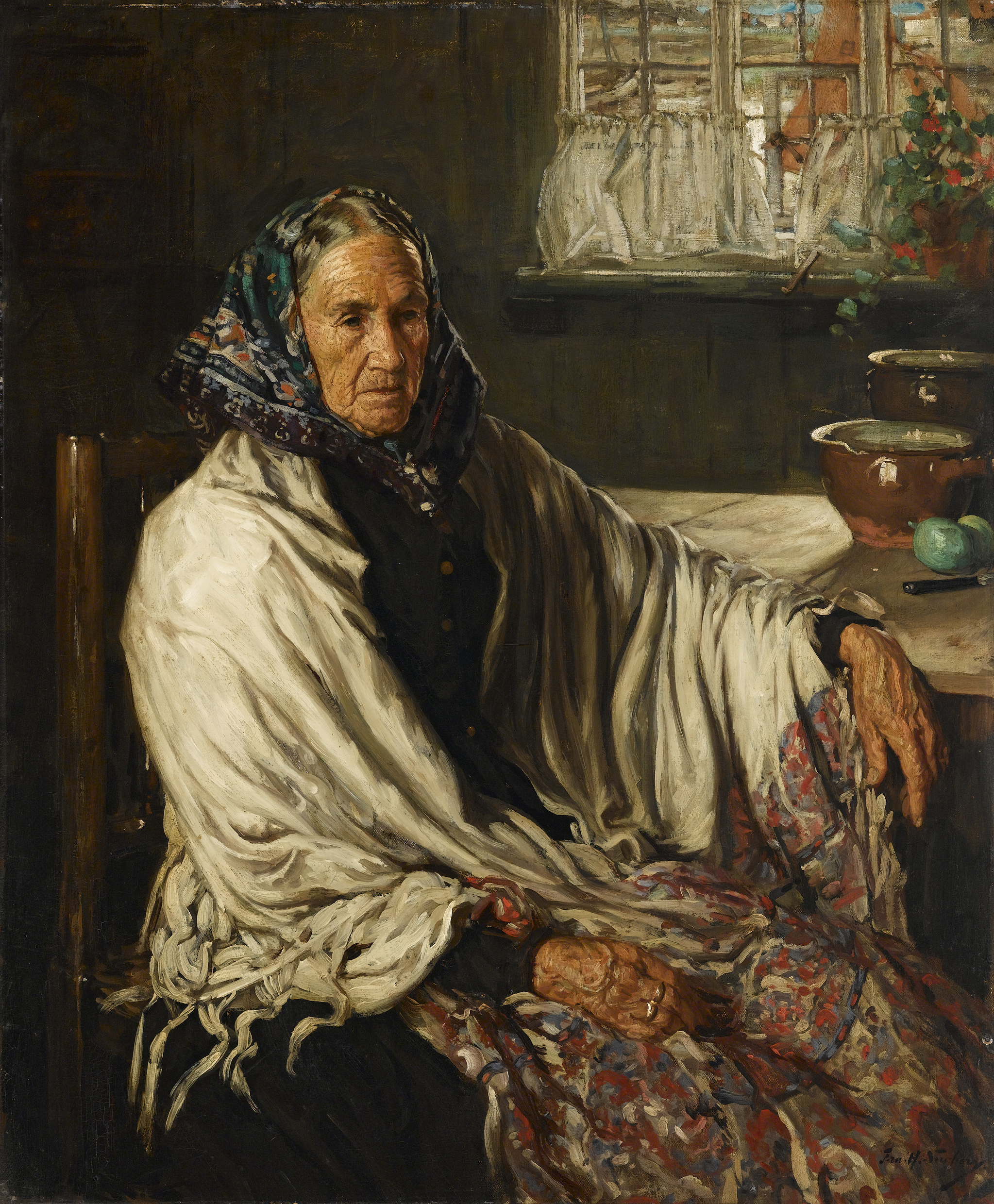
Francis Henry Newbery: Portrait of a Devonian (Mrs Cleeve)

Das Werk von Fra Newbery zeigt Einflüsse von James McNeill Whistler, der Haager Schule und Jean-François Millet. Er nahm regelmäßig an internationalen Ausstellungen in London, Paris, München, Venedig und den USA teil. In seiner späteren Schaffensphase konzentrierte er sich auf öffentliche Kunstwerke in Dorset, darunter Gemälde für das Rathaus von Bridport und Beiträge für die Kirche von Swanage.